# 크리스티 칼슨 로마노
크리스티 칼슨 로마노(Christy Carlson Romano, 1984년 3월 20일 ~ )는 미국의 배우이자 가수이다.

## 출연 작품
- 블러드 서커스 (2017)
- 걸 인 더 포토그래프 (2015)
- 데들리 데이케어 (2014)
- 인펙티드 (2013)
- 피클 (2013)
- 픽포켓 (2011)
- 무빙 인 (2010)
- 미러 2 (2010)
- 울브스베인 (2009)
- 사랑은 은반 위에 3 (2008)
- 테이킹 5 (2007)
- 사랑은 은반 위에 2 (2006)
- 킴 파서블: 소 더 드라마 (2005)
- 파이널 판타지 7 - 어드벤트 칠드런 (2005)
- 이븐 스티븐슨 무비 (2003)
- 사관생도 켈리 (2002)
- 킴 파서블 (2002)
- 바보 헨리 (1997)